# Hatshepsut
Hatshepsut, también conocida como Hatchepsut, fue una reina-faraón de la dinastía XVIII de Egipto. Quinta gobernante de dicha dinastía, reinó de 1513-1490 a. C. Gobernó con el nombre de Maatkara Hatshepsut, y llegó a ser la mujer que más tiempo estuvo en el trono de las "Dos Tierras", gobernando durante 22 años. Fue la segunda mujer faraón históricamente confirmada después de Sobekneferu.
El nombre de Hatshepsut con el que se la reconoce hoy en día en principio era un título con el significado de "La primera de las nobles damas" o "la principal dama de la nobleza", que también se presentaba en su forma completa de Hatshepsut Jenemetamón, esto es, "La primera de las nobles damas, unida a Amón".
Hatshepsut era la hija única superviviente de Tutmosis I y su esposa principal, Ahmose. Su esposo Tutmosis II era hijo de Tutmosis I y una esposa secundaria que se llamaba Mutnefert, que llevaba el título de hija del rey y probablemente era hija de Amosis I. Hatshepsut y Tutmosis II tenían una hija llamada Neferura. Después de tener a su hija, Hatshepsut no pudo tener más hijos. Tutmosis II con Isis, una esposa secundaria, sería el padre de Tutmosis III, quien sucedería a Hatshepsut como faraón.

## Primeros pasos

### Familia

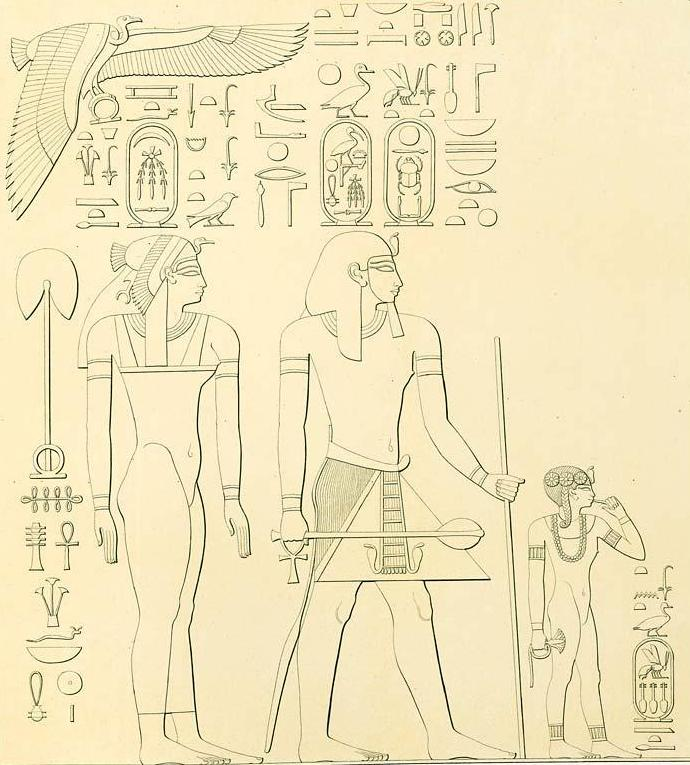
Familia de Hatshepsut: su padre Tutmosis I, su madre Ahmose, y su hermana mayor Nefrubity.
Karl Richard Lepsius (1810–1884).

Se ignora el momento exacto del nacimiento de Hatshepsut, aunque es de suponer que sucediese en la por entonces capital del estado, Tebas, a finales del reinado de Amenhotep I. Ante la falta de descendencia del faraón, el sucesor designado era el padre de Hatshepsut, el futuro Tutmosis I (Tutmose I), quien para poder legitimar su inminente acceso al trono se había tenido que casar con la princesa Ahmose.
Este matrimonio trajo al mundo, aparte de a Hatshepsut, al menos a otros tres niños, de nombres Amenmose, Uadymose y Neferubity. Desgraciadamente, y debido a la alta tasa de mortalidad infantil, solo Hatshepsut y su hermana mayor, Neferubity (y esta solo por un corto espacio de tiempo) llegarían a edad adulta.
Además de sus hermanos, Hatshepsut tuvo, aparentemente, medio hermanos de parte de su padre con esposas secundarias y concubinas. Del único del que nos ha llegado constancia es de quien fuera su esposo, Tutmosis II, hijo de Tutmosis I y de una esposa secundaria, de nombre Mutnefert.

### Nieta, hija y esposa de faraones
El padre de Hatshepsut, Tutmosis I, había logrado expandir el Imperio egipcio de manera que nunca antes se había  visto en tan solo trece años de reinado. Este prodigioso monarca pasaría a la historia por llevar a sus tropas al curso de un río enorme que, al contrario que el Nilo, no discurría de sur a norte, sino a la inversa: el Éufrates.
A la muerte, algo temprana, de Tutmosis I, Hatshepsut era la mejor situada para sucederle en el trono, pues sus hermanos varones ya habían muerto. Es posible que incluso el propio Tutmosis I tratase en vida de asociar a su hija al trono, como así lo demuestra que la nombrase heredera. Sin embargo, sus deseos fueron incumplidos, pues al parecer una conjura palaciega encabezada por el chaty y arquitecto real, el poderoso Ineni consiguió sentar en el trono a Tutmosis II, nacido de una esposa secundaria. Hatshepsut tuvo que soportar convertirse en la gran esposa real de su medio hermano, y se cree que este fue un duro golpe a su orgullo.
La joven reina era descendiente directa de los grandes faraones libertadores de los hicsos y además ostentaba el importantísimo título de esposa del dios, lo que la hacía portadora de la sangre sagrada de la reina Ahmose-Nefertari. Es lógico que su orgullo fuera inmenso, y que no soportase muy bien la idea de supeditarse a su marido. Así, no es de extrañar que mientras su débil y blando esposo ceñía la doble corona, Hatshepsut comenzara a rodearse de un círculo de adeptos que no dejaron de crecer en poder e influencias: entre ellos destacamos sobre todo a Hapuseneb y a Senenmut. La gran esposa real se había convertido, para temor del visir Ineni, en un peligroso oponente.

### El tercero de los Tutmosis
Tutmosis II tuvo un reinado muy breve, y murió en plena juventud cuando sus dos únicos hijos conocidos aún estaban en la primera infancia. Como había pasado en la generación anterior, la gran esposa real Hatshepsut no había traído al mundo un varón, sino una niña, por lo que volvió a abrirse una crisis sucesoria. Una vez más, Ineni consiguió que la nobleza aceptara como único candidato factible a un hijo de Tutmosis II y de una simple concubina, que sería nombrado rey como Tutmosis III. No obstante, la reina viuda Hatshepsut no quería que la historia se repitiera por segunda vez, y lo cierto es que la modificó considerablemente.
Dado que Tutmosis III era demasiado joven para gobernar, la gran esposa real de Tutmosis II asumió la regencia y pospuso indefinidamente el matrimonio entre el nuevo rey y su hija, la princesa real Neferura, única persona que podría legitimar su ascenso al poder absoluto. La situación no era rara, hubo muchos casos de regencia a lo largo de la historia egipcia, aunque nunca de una mujer que no fuera madre del rey.
Durante los primeros años de reinado de Tutmosis III, Hatshepsut estuvo preparando minuciosamente un "golpe de Estado" que revolucionaría a la tradicional sociedad egipcia. Alejó para siempre de la escena política a Ineni, y elevó a sus fieles Hapuseneb y Senenmut a los más altos cargos. Parece ser que la figura política más importante de la época fue Hapuseneb, quien unió para sí los cargos de chaty y de sumo sacerdote de Amón. Con unos aliados tan poderosos, Hatshepsut tenía ahora los medios y el apoyo suficientes para sorprender al mundo.

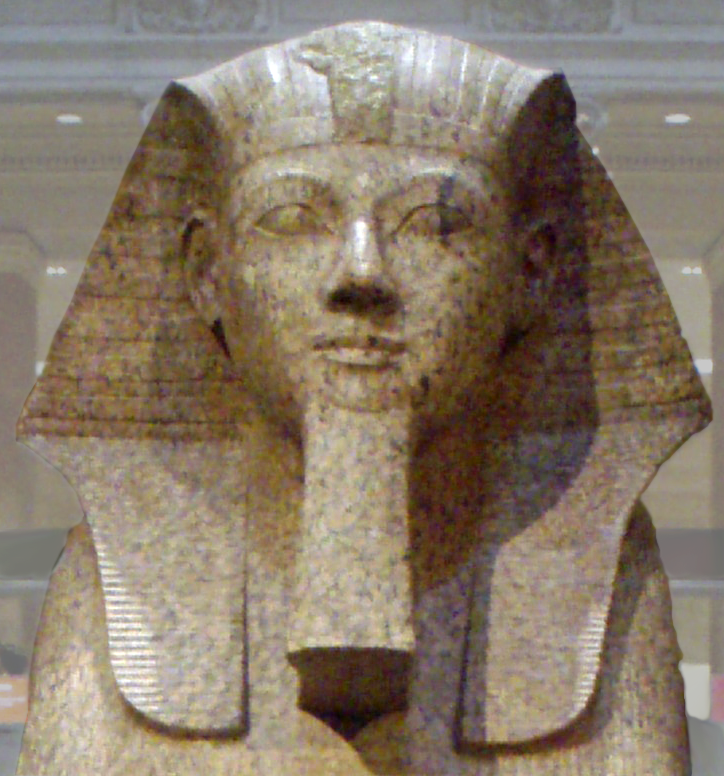
Esfinge de Hatshepsut, con barba faraónica. Museo Metropolitano de Arte en Nueva York

## Hatshepsut, faraón

### Dos faraones en un mismo trono
Cuando se vio lo suficientemente fuerte, la hasta entonces gran esposa real y esposa del dios, Hatshepsut, en presencia del faraón Tutmosis III, se autoproclamó también faraón de las Dos Tierras y primogénita de Amón, con el beneplácito de los sacerdotes, encabezados por Hapuseneb. El golpe de efecto fue magistral, y el inexperto Tutmosis III no pudo hacer otra cosa más que admitir la superioridad de su tía y madrastra. Hatshepsut se había convertido en la tercera reina-faraón conocida en la historia egipcia.
Hatshepsut asumió todos los atributos masculinos de su cargo excepto el título de "Toro poderoso" haciéndose representar a partir de entonces como un hombre y tocándose de barba postiza. Estableció una insólita corregencia con su sobrino, aunque hubo un clarísimo predominio de la primera sobre el segundo, hasta tal extremo de colocarlo en un segundo plano impropio del papel futuro que tendría Tutmosis III en la historia. Tal era el carisma y la personalidad de esta mujer.
Sin embargo, es necesario contextualizar por qué aludimos a Hatshepsut como faraón y no como reina-faraón o faraona. En el antiguo Egipto el título de reina no existía, puesto que las soberanas ostentaban, entre otros, el título de gran esposa real y esposa del dios, es decir, la esposa del rey. En ningún caso podemos aludir a ellas como reinas, pues carecían de poder de decisión y solo tenían funciones rituales. De hecho, el título más parecido al de reina en la Antigüedad era de regente del Sur y del Norte, que alude a un poder temporal no confirmado.
Aun así, no se puede ver de ninguna forma a Hatshepsut como una usurpadora, visión que han trasladado a nuestra época algunos autores. Al menos no se vio así en su tiempo, pues de haber sido el caso, Hatshepsut habría eliminado con total facilidad a sus adversarios o se habría producido una guerra civil. Tutmosis III no estuvo encerrado en palacio, como se ha llegado a pensar, ni tampoco Hatshepsut evitó hacer mención alguna a su existencia. La sociedad de entonces asumió sin problemas la nueva situación, y Hatshepsut gozó de uno de los reinados más prósperos de toda la historia egipcia, gracias también al apoyo recibido por Hapuseneb y Senenmut.

### La Teogamia

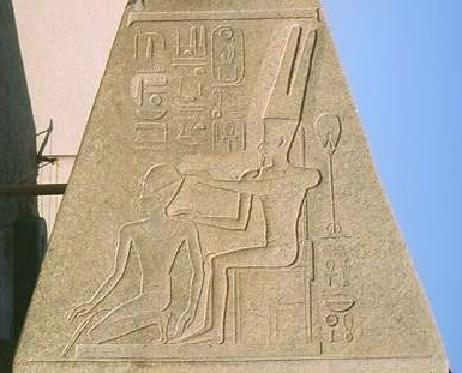
Relieve proveniente de un obelisco en Karnak. La legitimación del trono por indicación divina: El dios Amón en posición sedente coronando al faraón Hatshepsut en imagen y atributos masculinos.

Hatshepsut no hubiera podido ni soñar siquiera acceder al trono de no contar con los apoyos que consiguió entre el clero del dios Amón en Tebas mientras era la esposa de Tutmosis II. Las cuantiosas donaciones y los privilegios que concedió a los sacerdotes, encabezados por la eminencia gris del régimen, el visir Hapuseneb, fueron una forma de pago por los servicios prestados, pues de no ser por el inmenso regalo que recibió Hatshepsut de ellos, su legitimidad habría sido menor. Y este valioso obsequio de la casta sacerdotal a la reina-faraón fue la célebre Teogamia.
En la Teogamia, Hatshepsut declara al pueblo egipcio que su verdadero padre no es Tutmosis I, sino el propio dios Amón, que con su sabia previsión visitó una noche a la gran esposa real Ahmose y le permitió concebir a la mujer que estaba sentada ahora en el trono de las Dos Tierras con el beneplácito del panteón entero. Hatshepsut se declaraba por ende primogénita de Amón, y su sustituta y fiel delegada en la tierra, con lo que su figura se trocaba en completamente sagrada.

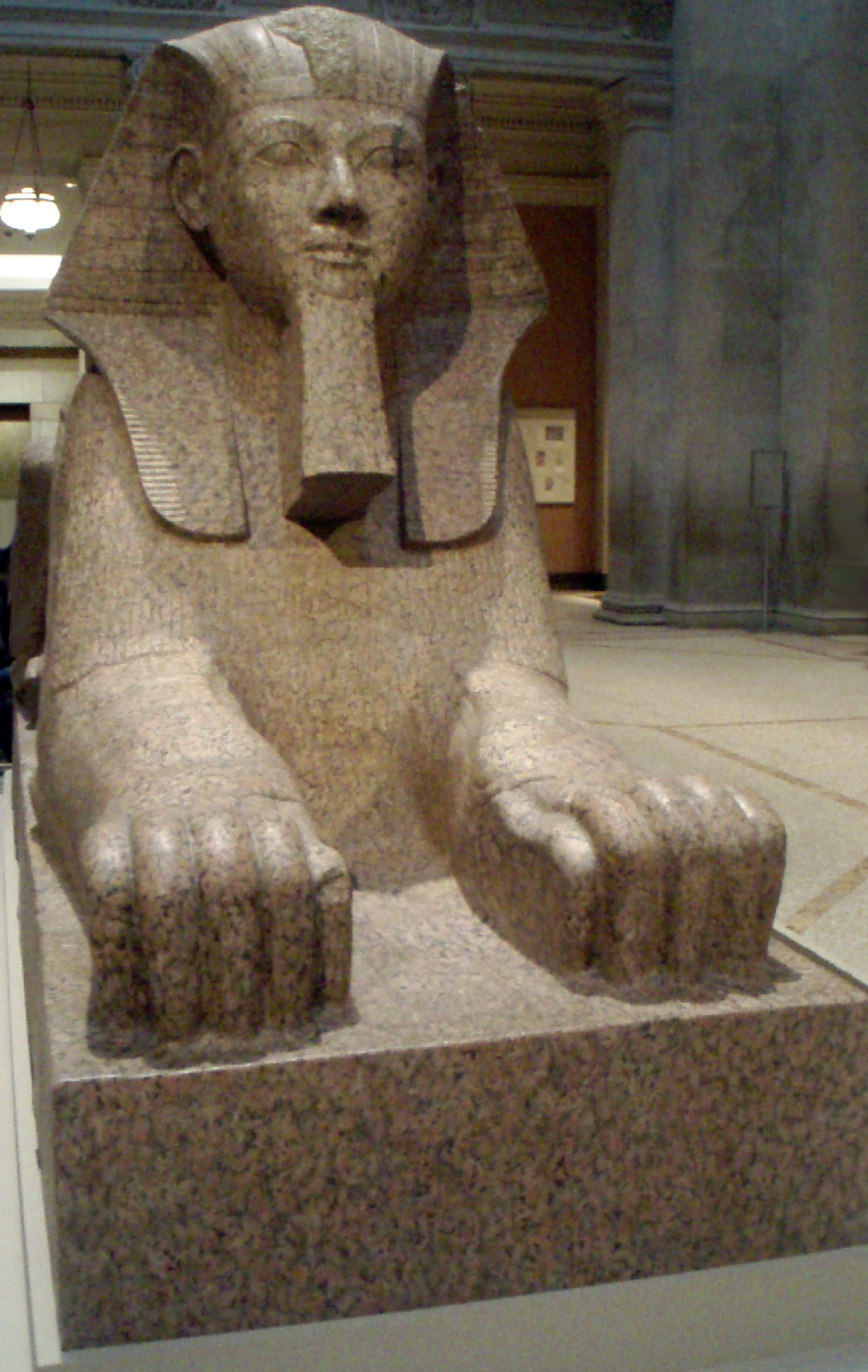
Hatshepsut, la primera mujer-faraón que se hizo esculpir como esfinge. Museo Metropolitano de Arte de Nueva York.

Es necesario destacar que muy pocos faraones recurrieron a la Teogamia para validar su derecho al trono, y su estatus pasaba a ser poco menos que el de un dios vivo. El ardid de Hatshepsut y el alto precio que tuvo que pagar a los sacerdotes por él, le asegurarían un reinado tranquilo y sin disidencias, aunque acabaría pasándole factura a la dinastía desde entonces por la cada vez más creciente e imparable influencia de los sacerdotes de Amón.

### Nombres
Como todo rey que accedía al trono, Hatshepsut tenía derecho a usar hasta cinco nombres diferentes: el de Horus, el de Nebty, el de Horus de Oro, y los dos principales, conocidos vulgarmente como nombre de nacimiento y nombre de coronación. Este último resultó ser el de Maat-Ka-Ra, es decir, "El espíritu de Ra es justo" y lo utilizó siempre conjuntamente con su nombre de nacimiento.
Sin embargo, este último apelativo sufrió una serie de cambios a lo largo del reinado de Hatshepsut. Si bien la forma original del nombre de nacimiento era Hatshepsut, en numerosos monumentos aparece de formas bien distintas: añadiendo la segunda parte de nombre y quedando como Hatshepsut-Jenemetamón, masculinizándolo en parte como Hatshepsu o completamente como Hashepsut. Solo así se puede comprender la sorpresa de los egiptólogos que descubrieron la existencia de esta mujer que jugaba en sus apariciones, siendo representada varón, con sus nombres unas veces escritos tal que había nacido hombre o mujer. Un curioso juego de intercambio de sexos que sin duda realzó su carácter divino y concentró en sí misma la dualidad que tanto veneraba el pueblo egipcio.

### Representación iconográfica
Las representaciones iconográficas de Hatshepsut tienen dos etapas importantes.
- Primera etapa :En la primera etapa se representa a Hatshepsut como una mujer faraón con su cuerpo femenino y con los tocados típicos de los faraónes como el tocado nemes, el faldellín, la perilla faraónica y el ureus pero siempre con mamas, rostro fino y sonriendo ligeramente, etapa en que mayormente se representa de esta forma en estatuas y relieves en espacios cerrados, etapa que se tiene en cuenta desde el año 5.º al 7.º de su reinado.

- Segunda etapa :En todos los edificios y obras (tanto escultóricas como relieves) en los que aparece, Hatshepsut es representada de forma masculina, ya que la figura del faraón solo podía ser desempeñada por un hombre, las mujeres tenían otro tipo de funciones y papeles dentro del gobierno como el de esposa real y gran esposa del dios. Ante tal situación, tanto para legitimarse como para ser aceptada a pesar de ser mujer, decide representarse de forma masculina, con el tocado nemes, el faldellin, la perilla y el ureus característica de los faraones. Por otro lado, decide no tener descendencia y nombrar a su hija Neferura esposa real y gran esposa del dios, esta etapa se desarrolla desde el año VII hasta el final de su reinado, Hatshepsut será la primera mujer-faraón que se representó como esfinge, como faraón o frente y como el dios del inframundo Osiris.

### Actividad constructora

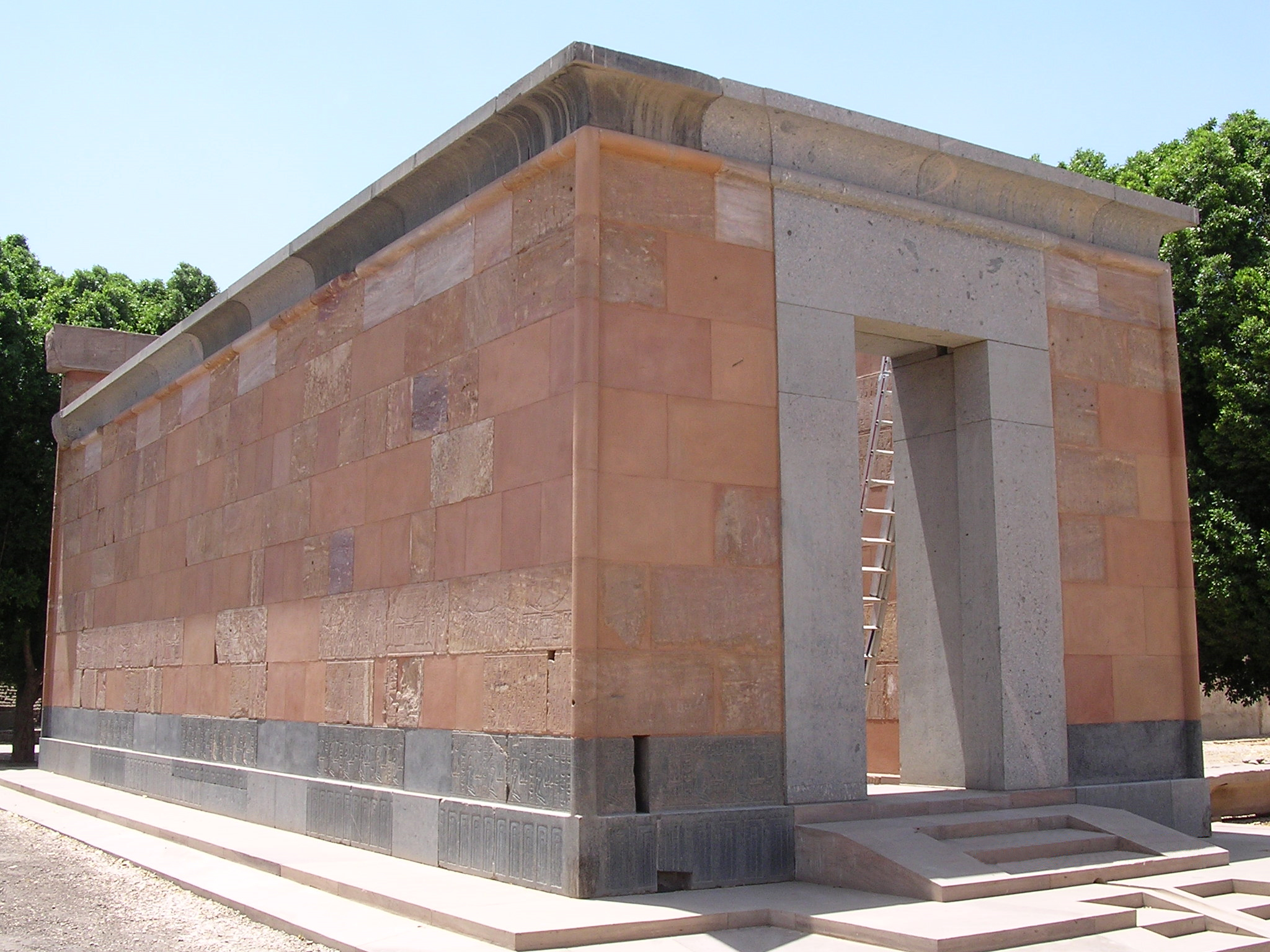
Capilla Roja de Hatshepsut—Karnak

Hatshepsut dedicó la mayor parte de su reinado a embellecer el país y a restaurar los templos, con el beneplácito de sus aliados los sacerdotes. Egipto había sufrido hacía dos generaciones la última de sus guerras, cuando el abuelo de la reina, el rey Ahmose, expulsó a los hicsos, un pueblo semita que había conseguido dominar el país durante cien años. Como habían hecho sus antecesores, Hatshepsut invirtió mucho en borrar todos los daños ocasionados por la guerra de liberación que había elevado a su dinastía a lo más alto.
Dejó su impronta en el templo de Satet, en la isla Elefantina, en el Speos Artemidos en honor de la diosa Pajet.
Sin embargo, el centro de acción principal de la reina fue su ciudad, la pujante Tebas. Se implicó en el recinto de las barcas sagradas de Luxor, edificó la llamada Capilla Roja del enorme templo de Amón en Karnak y, de las canteras de Asuán, mandó hacer los obeliscos más grandes que se habían erigido en Egipto hasta entonces, y los llevó a Karnak decorados con electro, aleación de oro y plata. Se cree que el obelisco inacabado que aún hoy se puede ver en Asuán data del reinado de Hatshepsut, y de haberse acabado habría sido el mayor de toda la historia del país.

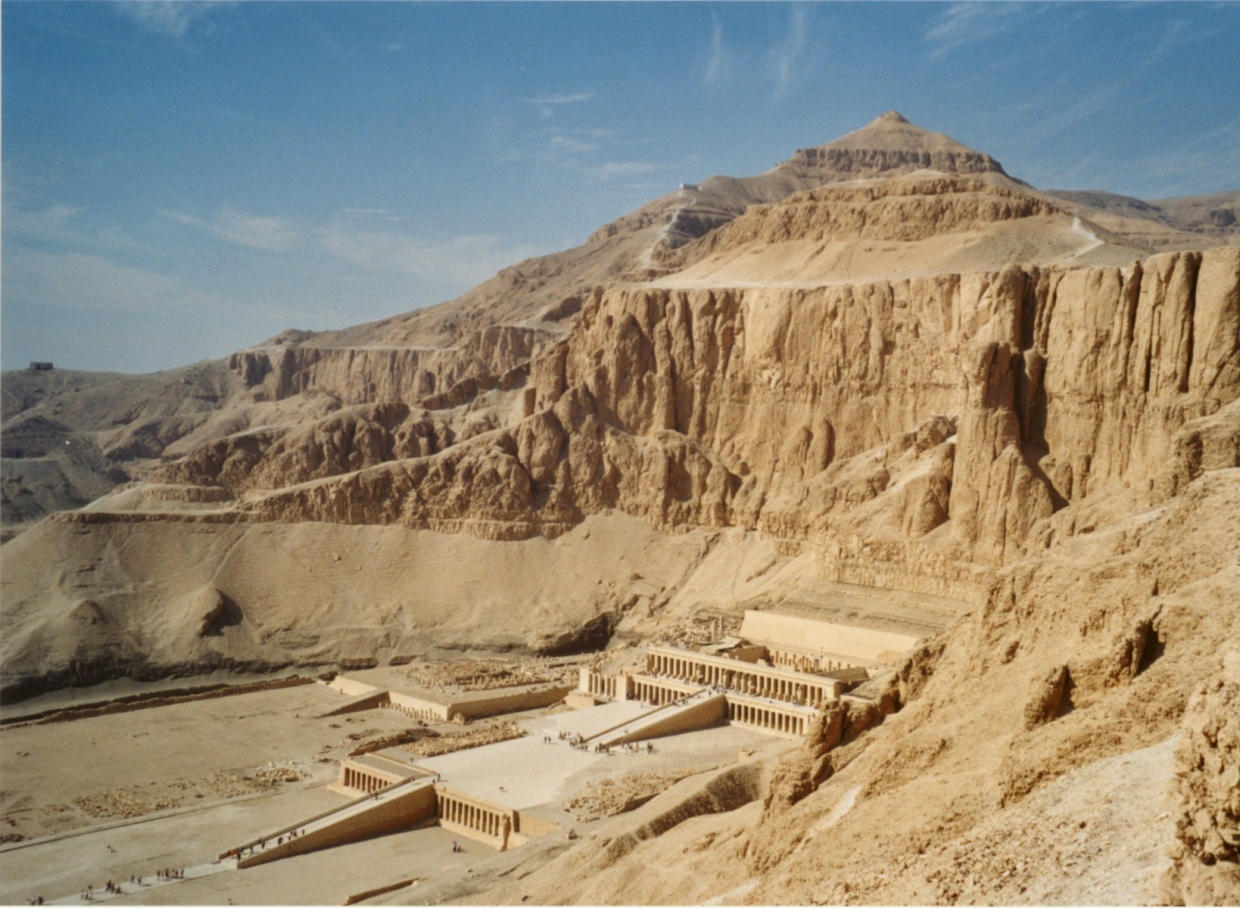
Dyeser-Dyeseru, el templo de Hatshepsut en Deir el-Bahari.

Aunque no fue en Karnak donde Hatshepsut desplegó toda su imaginería, sino en la orilla oeste de Tebas, la necrópolis de entonces. En aquella época, los faraones hacían construir, además de su tumba, un templo funerario algo alejado de ésta, que sirviera a un mismo tiempo para proteger y recordar al difunto. Hatshepsut escogió el paraje de Deir el-Bahari para edificar su templo de millones de años, y encargó la tarea a su arquitecto favorito, Senenmut. 
El resultado final fue envidiable, construido al lado del templo de Mentuhotep II, el de Hatshepsut es una de las joyas del Antiguo Egipto y uno de los destinos más visitados por los turistas. Conocido por aquel entonces como el Dyeser-Dyeseru (el sublime de los sublimes), su estructura en forma de largas terrazas y de rampas con suave inclinación, de estilo similar al de Mentuhotep II, le hacen fundirse a la perfección con la roca y el entorno.
Uno de los misterios en dicho templo radica en un sector sellado como una caja en la pared en que se puede observar por un lado a Hatshepsut en actitud amatoria y a Senenmut en la otra cara, como receptor de la pose amatoria de la reina, lo que deduce un íntimo vínculo (prohibido por su linaje) entre el arquitecto y la reina-faraón.

### Campañas militares
Hatshepsut ha pasado a la historia como una gobernante pacífica y que prefirió gastar parte de su tesoro en construir templos en vez de conquistar territorios, pero lo cierto es que hubo al menos seis campañas durante sus 22 años de reinado. Hay que destacar que la mayoría de estas no pasaron de ser meras escaramuzas o actividades disuasorias cuya única finalidad era disuadir a los siempre belicosos pueblos fronterizos de atacar a las Dos Tierras.

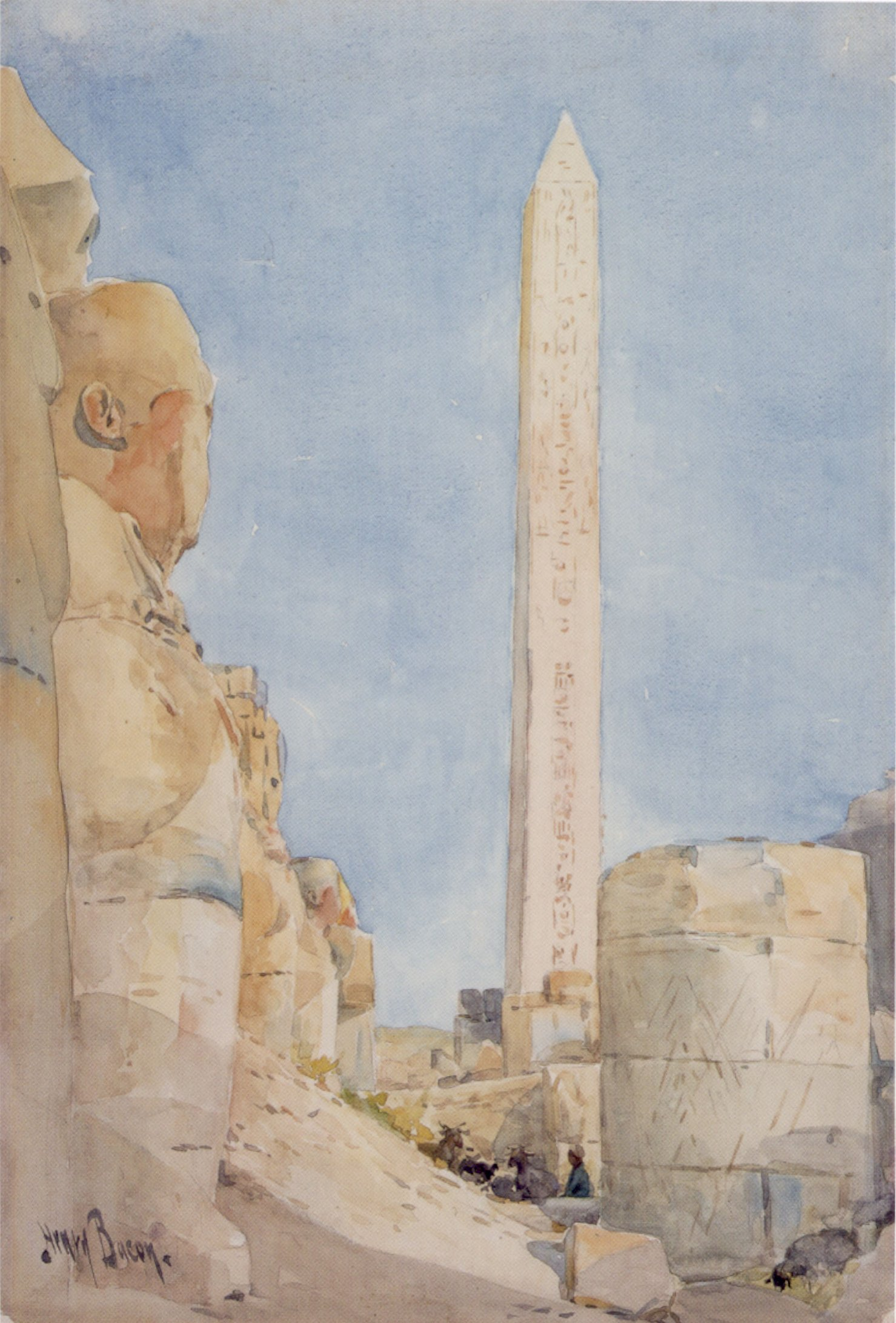
Obelisco de Hatshepsut en el templo de Amón en Karnak. Henry A. Bacon, 1900.

- Primera campaña. Era casi costumbre que al morir un faraón, los pueblos nubios atacasen las fronteras meridionales y quemasen algunas de las fortalezas del lugar, a modo de tanteo de cómo reaccionaría el nuevo monarca. Hatshepsut no se dejó avasallar y, pese a que aún era solo reina regente, fue a Nubia y dirigió los ataques.

- Segunda campaña. En este caso los enemigos fueron tribus de Siria-Palestina, cuyos continuos ataques a los puestos fronterizos hicieron responder a Egipto. Se ignora la fecha exacta de esta acción bélica, aunque es muy posible que acaeciese cuando Hatshepsut ya había sido coronada. Una cosa que parece segura es que la reina no viajó al frente en esta ocasión.

- Tercera y cuarta campañas. El motivo vuelve a ser Nubia. Se desconoce por qué los nubios se revolvieron tanto en época de Hatshepsut, pero las tropas egipcias fueron implacables. La tercera campaña fue en el año 12.º y la cuarta en el 20.º, y ambas se solucionaron sin ningún problema. Se cree que en esta última participó Tutmosis III.

- Quinta campaña. Contra el país de Mau, al sur de Nubia. Fue inmediatamente después de la cuarta campaña, tal vez debido a una coalición de estos dos pueblos. Existen menciones a una caza de rinocerontes, y también es probable que Tutmosis III estuviese al frente del ejército.

- Sexta campaña. Una vez más, Tutmosis III -anticipando su papel de rey guerrero que en su reinado en solitario acabaría por desarrollar con excelentes resultados- marchó a Palestina y conquistó la ciudad de Gaza, que se había rebelado recientemente. Las fechas sobre esta campaña datan de finales del reinado de Hatshepsut, quizás inmediatamente antes de morir la reina. Como se puede ver, su papel era ya meramente representativo, y Tutmosis III se había convertido en el monarca dominante del curioso tándem real.

### El viaje a Punt
Otro hecho relevante del reinado de Hatshepsut fue la doble misión a Punt, el país legendario de donde procedían los mejores árboles de incienso y mirra, que probablemente estaba en una región de la actual Somalia, aproximadamente en el año 15.º de su reinado. Comandada por Nehesi, portador del sello real, la expedición fue tanto por tierra como por mar, y durante ella no solo se dedicó la delegación egipcia a comerciar, sino que también hizo un minucioso estudio de la fauna y la flora de Punt, así como de la organización política y social del lugar.
Tuvo que ser tan importante esta acción para la posición de Hatshepsut, que no dudó en decorar gran parte de las paredes del Dyeser-Dyeseru con escenas de aquel mágico periplo por el que sería recordada durante mucho tiempo por la población llana. No solo fue un éxito al conseguir importar la preciosa mirra a Egipto, sino que trajo extrañas especies animales antes nunca vistas y generosos cargamentos de oro, marfil, ébano y otras maderas preciosas que enriquecieron considerablemente las arcas reales y las de los templos.
Aun así, es extraño que Hatshepsut pusiera tanto empeño en promocionar el viaje a Punt, un país que se conocía ya desde la época de las pirámides, y solo puede explicarse como una parte más de la intensa propaganda que distribuyó por el Dyeser-Dyeseru y por otros lugares del país con el único fin de legitimar su posición. Sin lugar a dudas, en aquel momento de su reinado, con la inauguración de su hermoso templo y el regreso de los viajeros del Punt, Hatshepsut había llegado al cenit de su gobierno.

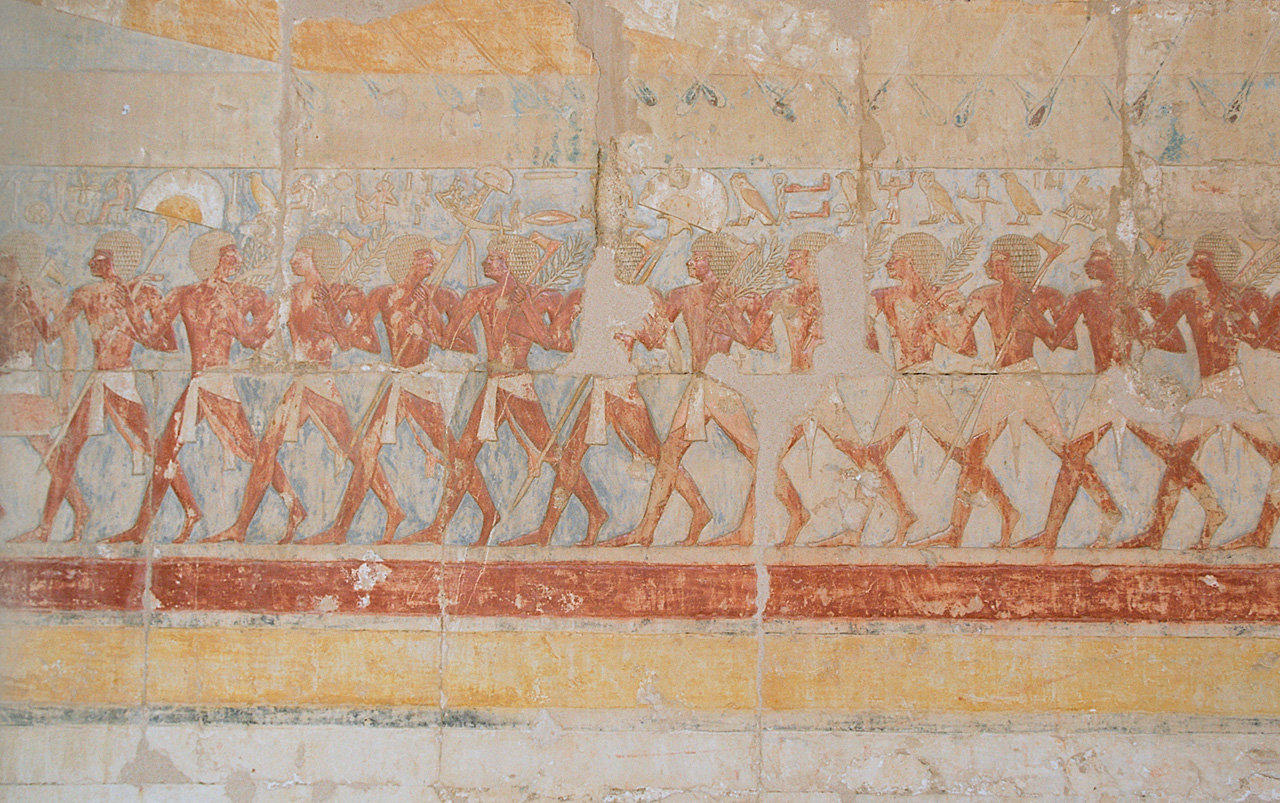
Decoración del templo de Hatshepsut en Deir el-Bahari.

### Descendencia
Lo único que se sabe a ciencia cierta es que Hatshepsut fue madre de una hija, a la que puso de nombre Neferura  y cuyo cuidado encargó a su arquitecto favorito, Senenmut. Se ignora el verdadero papel de este hombre en la trama; no son pocas las voces que dicen que fue él el padre de Neferura y no Tutmosis II, y que hubo una tórrida historia de amor entre el arquitecto y canciller real y la reina, una historia que pese a ser muy interesante desde el punto de vista novelesco, sigue sin estar demostrada. A favor de todo esto hay algunas pruebas, como que aparezcan en actitud ciertamente cariñosa Senenmut y Neferura, o un ostracón hallado en las cercanías del templo de Deir el-Bahari donde se ve a un faraón femenino teniendo relaciones sexuales con un hombre. Aun así, aunque cada vez más voces se alzan a favor de un romance de Hatshepsut con Senenmut, se sigue pensando que Neferura era hija de Tutmosis II.
También se ha divagado mucho acerca de la posible maternidad de Meritra Hatshepsut, quien sería más tarde gran esposa real de Tutmosis III. Debido a su nombre, siempre se pensó que era la segunda hija de Hatshepsut, pero era realmente extraño que nunca se la mencionase en vida de su presunta madre, mientras que Neferura apareciese tan a menudo. Actualmente parece haber quedado claro que, pese a llevar su nombre, Meritra Hatshepsut era en realidad hija de la dama Huy, una mujer muy influyente en la corte de entonces, y quizás aquel apelativo tuviese como destino halagar a la reina-faraón. Así podría entenderse por qué cuando Tutmosis III comenzó a perseguir la memoria de su madrastra, su gran esposa real optase por llamarse simplemente Meritra.
Según los estudios del Museo de El Cairo, patrocinados por Discovery Channel y liderados por el egiptólogo Zahi Hawass, la descendencia de Tutmosis padecía de una variedad de viruela hereditaria, a la que no escapó ningún descendiente.

## Desaparición

### Muerte de Hatshepsut
Sin embargo, fue a raíz de la finalización del templo de Deir el-Bahari, sobre el año 15-16 de reinado, cuando la estrella de Hatshepsut comenzó a menguar a favor de la de Tutmosis III. El rey era un joven que cada vez ansiaba más el poder, y a cualquier precio. Así, no es de extrañar que en apenas un año murieran los dos principales sustentos de la reina y sus más grandes apoyos, Hapuseneb y Senenmut. Y por si no fuera poco, poco después murió la gran esperanza, el arma secreta de la reina, la princesa Neferura.
Los golpes que sufrió Hatshepsut en torno al año 16 de su reinado fueron tan grandes que a partir de entonces la reina se retiró parcialmente del cargo y el otro rey, Tutmosis III, comenzó a tomar las riendas del gobierno. Al parecer, la ambición de Hatshepsut era aún más grande y no estaba satisfecha con ser ella sola "faraón", sino que se proponía inaugurar una auténtica dinastía femenina de reyes, y por esa razón declaró "heredera" a su amada hija Neferura. La muerte de la princesa fue tan repentina y favorable a Tutmosis III que hay quien piensa que fue intencionada, y que consiguió su objetivo, derrumbar a la reina-faraón.

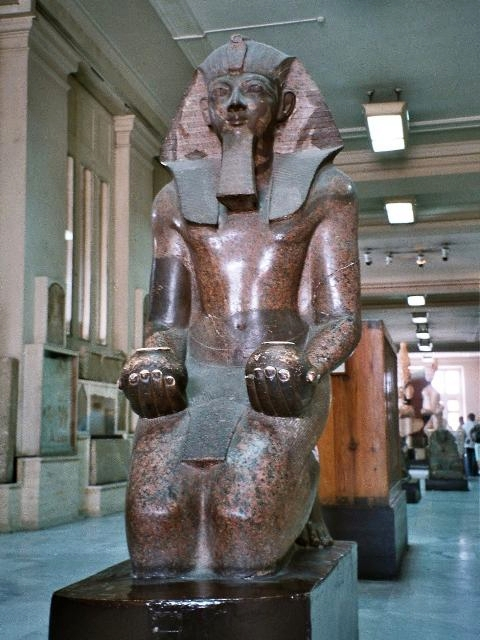
Tutmosis III, corregente y sucesor de Hatshepsut.

Hatshepsut murió en su palacio de Tebas tras un largo reinado de 22 años, abandonada por todos. Se ignora la edad de su muerte, pero se estima que debería oscilar entre los cuarenta y los cincuenta años. Años atrás no se sabía cómo murió exactamente, si fue muerte natural o durante un golpe de Estado liderado por su hijastro, Tutmosis III, que en esa época era virtualmente el único rey, pues Hatshepsut se había retirado de la lucha. 
Según el National Geographic y el arqueólogo Zahi Hawass, la momia fue escaneada y se encontró que la reina había padecido en vida, de una avanzada osteoporosis y un cáncer maligno en la zona del abdomen que le pasó al hueso de la cadera; además había contraído un absceso séptico en su cavidad bucal que bien pudo provocar un shock septicémico como causa más probable de su muerte que un atentado a su vida. Según estas últimas investigaciones, su muerte estuvo precedida de largos meses de intensos dolores y fiebres.
Su tumba se encuentra en el Valle de los Reyes y está catalogada como KV20. Existen indicios de que mandó ampliar la tumba de su padre para ser utilizada también para ella. El amor y la lealtad que la hija profesó al padre tuvo que ser tan grande que quiso permanecer junto a él eternamente.
A su muerte, Tutmosis III se convertiría en un gran faraón que, emulando a su abuelo Tutmosis I, realizó numerosas campañas y ascendió a Egipto al rango de gran potencia mundial. Pero jamás lo habría logrado sin la preparación a la que lo sometió su tía-madrastra. 
El nombre de Hatshepsut y el de su fiel colaborador Senenmut fueron borrados sistemáticamente de los anales y edificios egipcios siendo víctimas de una "damnatio memoriae". Durante mucho tiempo se creyó que el postergado Tutmosis III había sido quien ordenó el virtual "olvido" de esta enérgica reina, pero cada vez más egiptólogos apoyan la teoría que su nombre fue borrado por cuestiones más bien de conveniencia que de venganza. Existía en Egipto un conjunto de familias identificadas con Hatshepsut, su familia antes de desposarse con Tutmosis II. Al morir la reina, Tutmosis III pudo haber borrado el nombre de su madrastra a fin de legitimar su ascendencia al trono, como heredero real de Tutmosis II, y así frenar las pretensiones de la poderosa familia de Hatshepsut. Esta postura está adquiriendo cada vez más fuerza, por las evidencias arqueológicas encontradas en Deir el-Bahari. Si hubiera habido una venganza, su legado artístico y arqueológico hubiera sido borrado de Egipto. Sin embargo, la reina fue hallada en un excelente estado de conservación con parte de su ajuares funerarios.

## La momia de la reina Hatshepsut

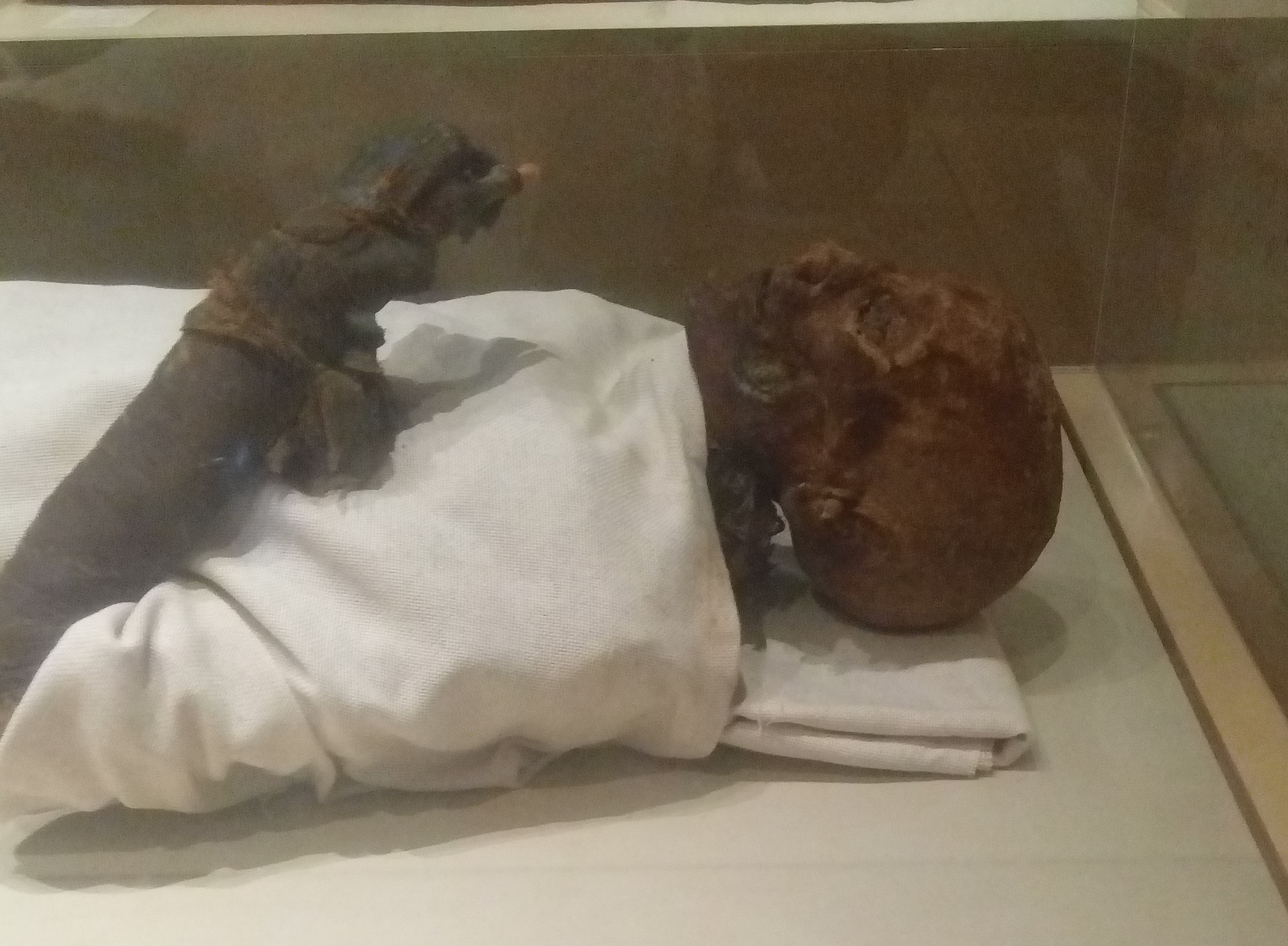
Momia de Hatshepsut

En el 2005 Zahi Hawass, director del Egyptian Mummy Project y secretario general del Consejo Supremo de Antigüedades y su equipo, se enfocaron en una momia llamada KV60a, descubierta más de un siglo antes. En ningún momento se creyó que esta momia era tan importante como para retirarla del suelo de una tumba menor en el Valle de los Reyes ya que se encontró sin un ataúd y sin los tesoros que distinguían a los faraones, descubriéndose muchos años más tarde que era la momia de la reina faraón.
La momia de Hatshepsut fue presentada al público en junio de 2007, después de un largo periodo de incertidumbre acerca de su correcta identificación. Zahi Hawass, secretario general del Consejo Supremo de Antigüedades en Egipto, aseguró que se trataba del descubrimiento arqueológico más importante desde el hallazgo de la tumba de Tutankamón, en 1922. 
Ambas momias fueron descubiertas en la tumba KV60 del Valle de los Reyes. Este sepulcro fue mandado construir por la propia Hatshepsut destinado a su nodriza, a la que profesaba un gran cariño, la dama Sitra. En él se hallaron los cuerpos de una mujer de unos cuarenta o cincuenta años y de una anciana de más de sesenta años, que presentaba la peculiaridad de tener el brazo izquierdo doblado en la posición típica de las reinas difuntas. El descubrimiento de la momia fue motivo de varios interrogantes: ¿cómo llegó allí?, ¿quién era la dama del sarcófago? y ¿por qué la momia "real" estaba en el suelo? 
Se sabe que la momia fue encontrada en medio de gran cantidad de lienzos de lino, desnuda, calva, obesa, y con signos de haber sido trasladada de su ubicación original. En un principio se consideró que la momia obesa era alguien poco importante que no merecía una gran sepultura. Cuando fue hallada, sus descubridores no prestaron atención a la postura del brazo, limitándose a escribir de ella que "tenía pechos enormes que caían como péndulos". Después, los descubridores de la KV60 se limitaron a ordenar la muy desordenada tumba (según ellos, había muchísimos objetos diseminados por todo el suelo) y a depositar la momia en un ataúd nuevo de madera fabricado en El Cairo.
Mucho tiempo después, se comenzó a estudiar la identidad de cinco momias femeninas no identificadas. Se presumía que una de esas momias sería la de Hatshepsut. Zahi Hawass ordenó traer un escáner TAC (donado por Siemens) hasta el Valle de los Reyes, donde se tomaron imágenes de alta resolución de las momias guardadas en KV60. 
Antes de verificar la identidad de la momia ya se había descubierto el hígado momificado que, con toda certeza, pertenecía a Hatshepsut. Junto al hígado estaban los intestinos y un molar con una sola raíz; esta pieza fue la clave para su correcta identificación. La caja de vasos canopos fue hallada en el escondrijo de momias reales DB320, lo cual hizo pensar inicialmente que el cuerpo de Hatshepsut sería alguno de los no identificados en DB320. 
El escáner de la mandíbula de la momia obesa mostró la ausencia de una pieza molar, de la que solo quedaba una raíz. Inmediatamente se llamó a un odontólogo forense quien determinó que la raíz y la pieza dental hallada en los vasos canopos de Hatshepsut eran partes de la misma muela; ambas piezas coincidían perfectamente. Basándose en este hallazgo, se determinó que la momia obesa era el cuerpo de Hatshepsut.

## Hatshepsut en la literatura
El interés que ha despertado Hatshepsut en la sociedad moderna es innegable, y las posiciones respecto a ella que tienen arqueólogos, historiadores o simples lectores no pueden ser más variadas. Hatshepsut se halla en la actualidad convertida en una maquiavélica usurpadora, en un animal político que no retrocede nada con tal de satisfacer su ambición, en una mujer que tuvo que elegir entre el amor y su reino, en una amante de la paz o en un modelo feminista, o todo esto a un mismo tiempo, dependiendo de la persona que opine acerca de ella.
Por ello, no es de extrañar que exista un amplio abanico de libros dedicados a Egipto, al Imperio Nuevo o incluso a ella por completo en los que existan todos los puntos de vista posibles, y más. Tampoco falta su presencia en las novelas, que suelen pintarla como una bella y ambiciosa mujer que vivió una vida digna de ser recordada, junto a Tutmosis I, Tutmosis III o Senenmut, para algunos un faraón sin corona. Sea como fuese, es indiscutible el encanto que emana de Hatshepsut que solo puede compararse al que rodea a otras grandes figuras de la civilización egipcia como Akenatón, Nefertiti, Tutankamón, Ramsés II o Cleopatra VII.

## Hatshepsut en el arte
Forma parte de la instalación de la artista feminista Judy Chicago, The Dinner Party. Esta es una historia simbólica de la mujer en la civilización occidental que representa a 1.038 mujeres de la historia -39 de ellas están representadas por cubiertos y otras 999 en los nombres que están inscritos en The Heritage Floor sobre el que descansa la mesa. Su plato es el primero que tiene una superficie en relieve. Simboliza la autoridad que ejercía sobre Egipto. También refleja el bajo relieve egipcio, un método popular durante el periodo dinástico, en el que las figuras sobresalen ligeramente de la superficie, creando contorno y visibilidad. Así el centro del plato está sólo ligeramente elevado, casi imperceptiblemente; según Chicago, este cubierto representa la transición de los platos planos de La cena a los tridimensionales.

## Titulatura
| Titulatura | Jeroglífico | Transliteración (transcripción) - traducción - (referencias) |

| G5 |

| G5 |

| wsr | s | X1 | D28 · D28 · D28 |

| wsr | s | X1 | D28 · D28 · D28 |

| wsr | s | X1 | D28 · D28 · D28 |

| wsr | s | X1 | D28 · D28 · D28 |

| G5 |

| G5 |

| wsr | s | X1 | D28 · D28 · D28 |

| wsr | s | X1 | D28 · D28 · D28 |

| wsr | s | X1 | D28 · D28 · D28 |

| wsr | s | X1 | D28 · D28 · D28 |

| G16 |

| G16 |

| M13 | X1 | M4 | M4 | M4 |

| M13 | X1 | M4 | M4 | M4 |

| G16 |

| G16 |

| M13 | X1 | M4 | M4 | M4 |

| M13 | X1 | M4 | M4 | M4 |

| G8 |

| G8 |

| R8 | X1 | N28 · Z2s |

| R8 | X1 | N28 · Z2s |

| G8 |

| G8 |

| R8 | X1 | N28 · Z2s |

| R8 | X1 | N28 · Z2s |

| ra | mAat | kA |

| ra | mAat | kA |

| ra | mAat | kA |

| ra | mAat | kA |

| ra | mAat | kA |

| ra | mAat | kA |

| ra | mAat | kA |

| ra | mAat | kA |

| ra | mAat | kA |

| ra | mAat | kA |

| ra | mAat | kA |

| ra | mAat | kA |

| ra | mAat | kA |

| ra | mAat | kA |

| ra | mAat | kA |

| ra | mAat | kA |

| F4 · X1 | A51 | X1 · Z2ss |

| F4 · X1 | A51 | X1 · Z2ss |

| F4 · X1 | A51 | X1 · Z2ss |

| F4 · X1 | A51 | X1 · Z2ss |

| F4 · X1 | A51 | X1 · Z2ss |

| F4 · X1 | A51 | X1 · Z2ss |

| F4 · X1 | A51 | X1 · Z2ss |

| F4 · X1 | A51 | X1 · Z2ss |

| F4 · X1 | A51 | X1 · Z2ss |

| F4 · X1 | A51 | X1 · Z2ss |

| F4 · X1 | A51 | X1 · Z2ss |

| F4 · X1 | A51 | X1 · Z2ss |

| F4 · X1 | A51 | X1 · Z2ss |

| F4 · X1 | A51 | X1 · Z2ss |

| F4 · X1 | A51 | X1 · Z2ss |

| F4 · X1 | A51 | X1 · Z2ss |

| i | mn · n | W9 · t | F4 · t | A51 |

| i | mn · n | W9 · t | F4 · t | A51 |

| i | mn · n | W9 · t | F4 · t | A51 |

| i | mn · n | W9 · t | F4 · t | A51 |

| i | mn · n | W9 · t | F4 · t | A51 |

| i | mn · n | W9 · t | F4 · t | A51 |

| i | mn · n | W9 · t | F4 · t | A51 |

| i | mn · n | W9 · t | F4 · t | A51 |

| i | mn · n | W9 · t | F4 · t | A51 |

| i | mn · n | W9 · t | F4 · t | A51 |

| i | mn · n | W9 · t | F4 · t | A51 |

| i | mn · n | W9 · t | F4 · t | A51 |

| i | mn · n | W9 · t | F4 · t | A51 |

| i | mn · n | W9 · t | F4 · t | A51 |

| i | mn · n | W9 · t | F4 · t | A51 |

| i | mn · n | W9 · t | F4 · t | A51 |